# Чайківський Роман
Чайківський Роман (псевдо: «Чавун»; 6 вересня 1911, м. Львів – 8 лютого 1946, с. Станин, Радехівський район, Львівська область) – сотник УПА, командир підстаршинської школи ВО-2 «Буг», лицар Бронзового хреста заслуги УПА.

## Життєпис
Працівник 5-го вишкільного відділу ВШВО (08.1944-02.1946), командир підстаршинської школи ВО-2 «Буг» (09-10.1944), командир підстаршинської школи «Вертеп» (05.-10.1945). 
Поручник (25.09.1944), сотник (22.01.1946).

## Нагороди
Нагороджений Бронзовим хрестом заслуги (08.1946) і Вирізненням в наказі КВШ УПА-Захід (1.01.1946). 